# FNNニュースレポート
『FNNニュースレポート』は、フジテレビ系列局向けのニュース配信ネットワークであるFNNの加盟各局に向けて1977年4月から1987年9月までにかけて、10年半に亘って放送されたニュースワイド番組シリーズの総称である。

## 主な番組
- 1982.04 - 1987.09：FNNニュースレポート11:30
- 1978.10 - 1984.09：FNNニュースレポート6:00（全国版） / FNNニュースレポート6:30（関東ローカル版）
- 1980.04 - 1985.03：FNNニュースレポート5:30（「6:00」の週末版）
- 1977.04 - 1987.03：FNNニュースレポート23:00 / FNNニュースレポート23:30（「23:00」の週末版）

「11:30」「5:30」「23:00」「23:30」については地域によって差し替えタイトルあり。「6:30」はローカルニュース枠であるので各局ともタイトルは異なる。当該項に詳細を記している。

## テーマ音楽・曲
「11:30」のみ、たかしまあきひこ作曲の独自のテーマ音楽が使われ、最終回まで変更されなかった。
1977.4 - 1978.9
通称「2代目FNNニュースのテーマ」。ブラスバンド系で、パーシー・フェイス作曲の「Mongonucleosis」（モンゴヌークレオシイス）をアレンジ。テレビ大分など一部の系列局では『FNNテレビ朝刊』『FNNニュース』のテーマとして1990年代まで使用されていた。
1978.10 - 1984.3
通称「3代目FNNニュースのテーマ」。シンセサイザー系。EDはOPの楽曲と異なっていた。23:00(23:30)。
一部分が大韓民国のMBC「MBCニュースデスク」のテーマソングにも流用され、当該部分以外は当時ネットしていた山形テレビの「YTSニュース」でも使用されていた組曲「ジュピター」のイントロ部分が流用されており、夕方枠のヘッドラインBGMも流用されていた。
系列局のテレビ新広島では2003年3月まで、福井テレビ、テレビ大分では2005年12月まで、『FNNニュース』のテーマとして使用された。
1984.4 - 1987.3
通称「4代目FNNニュースのテーマ」。『産経テレニュースFNN』で2015年3月まで使用されていた音楽（当時は『FNNニュース』のテーマ）。

## 備考
- 『ニュースレポート』自体は全て終了したが、たかしま作曲のテーマは『産経テレニュースFNN』で31年に亘り使用され、キー局がFNNニュース化の2015年4月以降も沖縄テレビの『FNNニュースクリック』のテーマとして近年まで使われていた（2011年11月にステレオ化）。現在は変更されている。
- 『ニュースレポート』は当時の鹿内信隆会長の「硬派なニュース路線を」というコンセプトでスタートし1982年から11:30が始まるなど、1984年頃まではフジテレビの看板番組だった。同年10月からは『6:00』が『FNNスーパータイム』に変わり、同番組は視聴率1位になるなど成功をおさめた。この成功の影響もあってニュース番組はその体系自体を変えることになり鹿内春雄会長主導の下、1987年4月から『FNNニュース工場』、同年10月には『FNNスピーク』が、それぞれ『23:00』と『11:30』から変わってスタートし、『ニュースレポート』はその歴史に幕を閉じた。

## 地方局におけるニュースレポート（リポート）
- サガテレビ　stsニュースレポート（1978年-1991年。番組開始当初は10分のストレートニュース。その後1979年に実質的な予告編「佐賀新聞ニュース」の後の25分番組（実質30分拡大）だったが、その後FNNスーパータイム開始に伴いローカルニュースを統合し全国ニュースを含めた1時間ワイドになる）
- テレビ宮崎　UMKニュースレポート→FNN UMKニュースリポート（1979年10月-1992年3月=途中の1988年4月に「レポート」を「リポート」に改題して放送）

以下FNN/FNS系列外
- FBSニュースリポート（福岡放送=NNN/NNS系列）　1976年10月-1980年代前期
- ABC News Report（朝日放送=ANN系列）　1991年4月-1997年3月（うち、1994年3月までは帯番組）